# Ligne de tramway 57 (SNCV Groupe de Charleroi, 1918)
Ne doit pas être confondu avec Ligne de tramway 57 (Charleroi, 1960).
La ligne 67 est une ancienne ligne du tramway vicinal de Charleroi de la Société nationale des chemins de fer vicinaux (SNCV) qui reliait Châtelet à Ransart entre 1918 et 1945.

## Histoire
1918 : création d'un service en antenne sur la ligne Charleroi - Châtelet entre la gare de Châtelet et Ransart Masses-Diarbois (section nouvelle Gilly Haies - Ransart Masses-Diarbois, capital 198) ; exploitation par la société des Tramways électriques du pays de Charleroi et extensions (TEPCE).
Vers 1920 : attribution de l'indice R.
1923 : reprise de l'exploitation par la SNCV.
1er juillet 1928 : attribution de l'indice 57 et prolongement de la gare de Châtelet à Châtelet Saint-Roch.
1936 : service limité à Gilly Haies - Ransart Masses-Diarbois, sous l'indice 67 (suppression de l'indice 57).
23 mars 1938 : avec le prolongement de la ligne 68, service limité à Gilly Haies - Jumet Rue Lambert.
Fin 1945-1946 : suppression avec la création du service transversal 54/55.